# Reuben Foster
Reuben Burdon Foster (4 de abril de 1994, Roanoke, Alabama) es un apoyador de fútbol americano que actualmente participa con los Redskins de Washington de la National Football League (NFL). Jugó su carrera colegial en la Universidad de Alabama, y fue seleccionado por los San Francisco 49ers en la primera ronda del NFL Draft de 2017. Fue jugador All-American en sus años de preparatoria, se consideraba el apoyador interno número uno de la nación. En la temporada 2016, en Alabama ganó el premio Butkus, otorgado al mejor apoyador de la nación.

## Carrera deportiva

### Preparatoria
Foster empezó sus estudios de preparatoria en la escuela Troup County donde fue parte del equipo de fútbol americano, donde se consideraba el mejor apoyador de su generación. Fue hasta su último año que decidió cambiarse a otra escuela por razones legales que involucraban al entrenador en jefe de Troup County. Terminó su preparatoria en la escuela Auburn.

### Universidad
Inició su carrera colegial en Alabama como un "true freshman", jugando nueve juegos, pero sin ser titular. Su primer partido como titular fue en su segundo año en Alabama, en el cual jugó once partidos en la posición de apoyador. Al año siguiente fue escalando hasta llegar a ser uno de los mejores apoyadores en todo el fútbol americano colegial y así ganar en su último año el premio Butkus.

### San Francisco 49ers

#### 2017
En el NFL Draft de 2017 los 49ers de San Francisco realizaron un intercambio de selección con los Seattle Seahawks para adquirir en la selección No. 31 al apoyador Reuben Foster. Foster firmó un contrato de novato por cuatro años por una cantidad de USD$ 9,035,309, incluyendo un bono por firmar de 4,711,320 de dólares.
Tuvo su primer debut como profesional en la temporada regular en el primer partido de temporada con los San Francisco 49ers en contra de los Carolina Panthers. Hizo tres tackleadas y desvió un pase. Tuvo que salir del juego por una lesión en el tobillo que lo haría permanecer fuera del campo por los siguientes 5 juegos. Regresó en la séptima semana y fue nombrado el apoyador titular después de que los 49ers soltaran al veterano Navorro Bowman. Foster terminó su temporada de novato con 72 tackleadas en combinación, de las cuales 59 fueron individuales y un pase desviado, esto en el transcurso de diez juegos y tres juegos como titular.

#### 2018
El 3 de julio de 2018, Foster fue sancionado con una suspensión de dos juegos por violar la política de conducta personal de la Liga. Después de varios arrestos, Foster fue soltado por los 49ers el 24 de noviembre de 2018.

### Washington Redskins
Los Washington Redskins optaron por contratar a Foster el 27 de noviembre de 2018, esto a pesar de sus problemas legales. El vicepresidente del personal, Doug Williams, comentó tanto él como el resto del equipo estaban percatados de los problemas legales en los que se encontraba Foster, añadiendo que tendrá que pasar por todo el proceso legal y aceptar el castigo que la Liga le interponga.
Después de la contratación, Foster fue añadido a la lista de exentos del comisionado, que impide a Foster entrenar o jugar con su equipo actual.

## Vida personal
El 13 de enero de 2018, se anunció que Foster había sido arrestado por el sheriff del condado de Tuscaloosa por posesión de marihuana. Fue liberado al pagar una fianza de dos mil quinientos dólares.
El 11 de febrero de 2018 fue arrestado por ser sospechoso de violencia doméstica, amenazas y posesión de armas de fuego. El 12 de abril del mismo año fue acusado de los mismos delitos. El 25 de abril, Elissa, la novia de Foster, declaró que el futbolista no la golpeó, ni causó daño físico. El 17 de mayo, Elissa testificó que había inventado la historia solo para obtener un beneficio monetario.
El 24 de noviembre de 2018 volvió a ser arrestado por ser sospechoso de violencia doméstica, lo que provocó su despido del San Francisco 49ers al día siguiente a las acusaciones. Esto llevó a los Washington Redskins a contratarlo.